# 타이미 차페
타이미 차페 바야다레스(스페인어: Taymí Chappé Valladares, 1968년 9월 11일 ~ 2020년 11월 3일)는 스페인의 은퇴한 펜싱 선수로 주 종목은 에페이다. 쿠바와 스페인 국가대표로 뛰었으며 세계 선수권 대회에서 금메달 2개, 동메달 1개를 획득했다.